# Circle (film 2010)
Circle è un film del 2010 diretto da Michael Watkins.

## Trama
Il protagonista Gavin Bennet è un famoso assassino seriale, la cui mente malata viene studiata dagli psicologi e dai criminologi. Alcuni studenti universitari, per un compito di tesi assegnato loro dalla professoressa, devono andare nella casa natale di questo assassino e trovare i motivi di questa sua pazzia. Ma proprio negli stessi giorni, l'assassino, in libertà condizionata, compie un nuovo omicidio multiplo e si sta dirigendo proprio verso la sua casa natale.